# Công đồng Vienne
Công đồng Vienne do Giáo hoàng Clêmentê V triệu tập năm 1311-1312. Có khoảng 132 Giám mục với nhiều giáo sĩ tham dự 3 khoá họp từ 16 tháng 10 năm 1311 đến 6 tháng 5 năm 1312. Công đồng giải tán dòng Hiệp Sĩ Đền Thờ, lên án quan niệm sai lạc của tu sĩ Beguard và Beguin.
Nội dung của công đồng:
1. Hủy bỏ Hiệp sĩ đền thờ, ủng hộ phong trào Thập Tự Chinh để khôi phục Thánh Địa.
2. Phản đối tư tưởng dị đoan: linh đạo của người theo Chủ nghĩa Tinh thần, linh hồn không phải là chủ thể của xác thân.
3. Thúc đẩy phong trào công bằng xã hội (liên quan đến việc cho vay nặng lãi và tài sản Giáo hội...).